# 愛のアンジェラス
『愛のアンジェラス』（あいのアンジェラス）は、星川とみによる日本の漫画作品。『なかよしデラックス』（講談社）にて1979年に連載された。

## 書誌情報
- 星川とみ 『愛のアンジェラス』 講談社〈なかよしデラックス〉、全1巻
  - 1巻、1980年2月5日発行、ISBN 406108349X